# Palácio do Senado (Espanha)

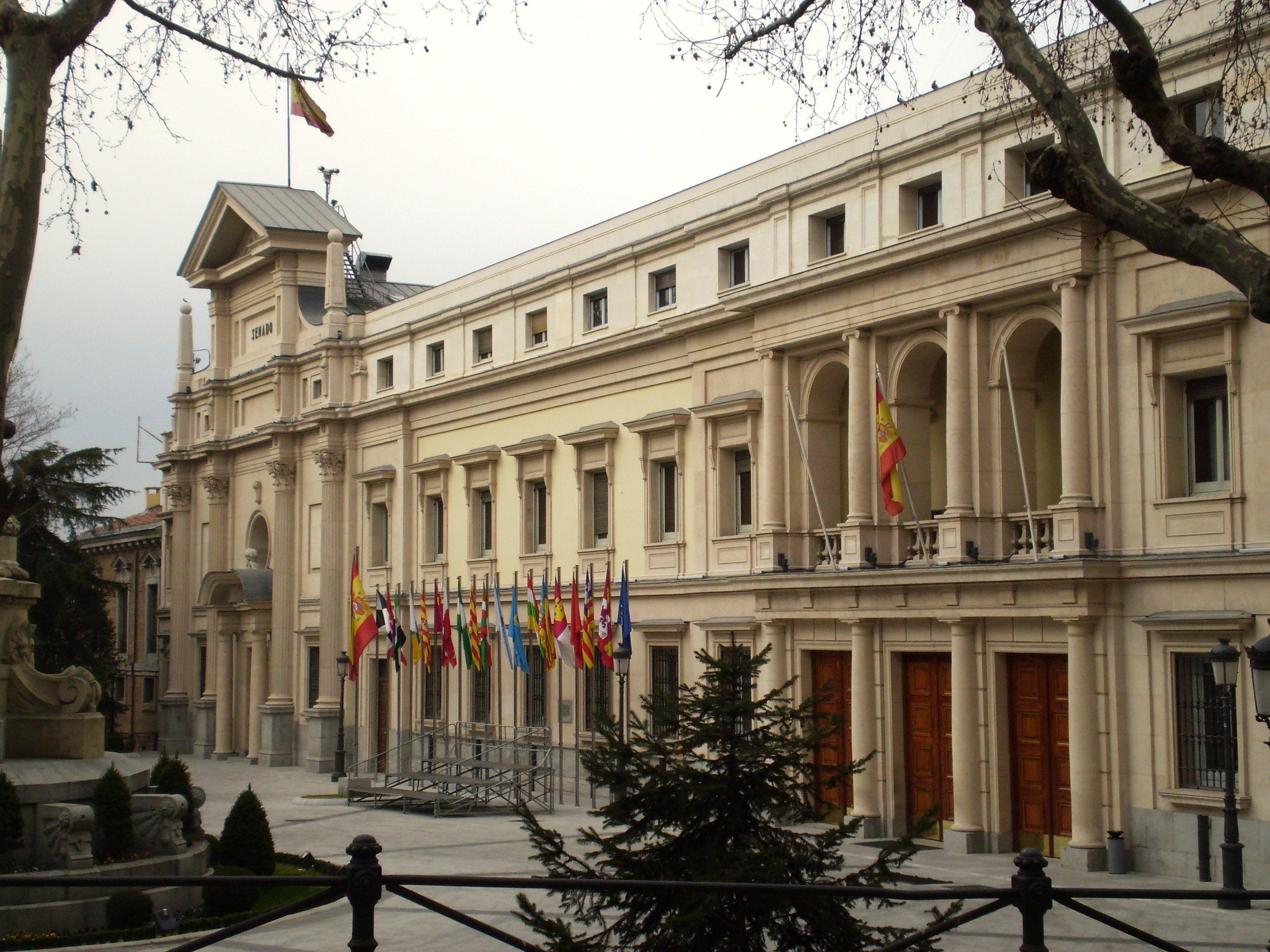
Palacio del Senado

O Palacio del Senado (Palácio do Senado, em português) é a sede do Senado da Espanha, a câmara alta das Cortes Generales. Fica localizado na Plaza de la Marina, em Madrid. 

## História
O Palacio del Senado foi construído no século XVI para abrigar o Colegio de La Encarnación, de propriedade dos Agostinianos. O Colégio foi durante séculos uma das mais destacadas instituições religiosas da Corte espanhola, contendo ainda obras de imensurável valor histórico, como pinturas de El Greco (hoje exibidas no Museu do Prado). 
Em 1814, pela primeira vez o local sediou uma reunião parlamentar: as Cortes de Cádis. Voltou a sediá-las entre 1820 e 1823, durante o período conhecido como Triênio liberal. Em 1834, o Colegio foi escolhido para abrigar o Estamento de Próceres, a então câmara alta espanhola. Perdeu esta função somente na década de 1920, quando o ditador Primo de Rivera dissolveu as Cortes e estabeleceu a Asamblea Nacional Consultiva, de sistema unicameral. Durante a Segunda República, o unicameralismo foi mantido e a Corte passou a se reunir no Palácio de Cristal del Retiro.
Com a queda do Franquismo, a Espanha entrou em um período de transição política. Através da Constituição de 1978, foram estabelecidas as Cortes Generales, de orientação bicameral. Ficou também decidido que o antigo Colegio seria permanentemente sede do Senado da Espanha, recebendo desta forma sua atual denominação. 